# Nezhū
Nezhū (persiska: نِژو, نِژُو, نژو) är en ort i Iran.   Den ligger i provinsen Kurdistan, i den nordvästra delen av landet, 500 km väster om huvudstaden Teheran. Nezhū ligger 1 593 meter över havet och antalet invånare är 272.
Terrängen runt Nezhū är huvudsakligen kuperad, men österut är den bergig. Runt Nezhū är det ganska tätbefolkat, med 93 invånare per kvadratkilometer. Närmaste större samhälle är Bāneh, 9,7 km söder om Nezhū. Trakten runt Nezhū består i huvudsak av gräsmarker.